# (33185) 1998 FB31
1998 FB31 (asteroide 33185) é um asteroide da cintura principal. Possui uma excentricidade de 0.09200380 e uma inclinação de 12.94151º.
Este asteroide foi descoberto no dia 20 de março de 1998 por LINEAR em Socorro.